# Studia BAS
„Studia BAS” – polskie czasopismo naukowe otwartego dostępu o charakterze interdyscyplinarnym wydawane przez Biuro Ekspertyz i Oceny Skutków Regulacji Kancelarii Sejmu.

## Opis
Czasopismo jest wydawane od 2007 roku, pierwotnie przez Biuro Analiz Sejmowych (BAS), a od 2024 roku Biuro Ekspertyz i Oceny Skutków Regulacji Kancelarii Sejmu, we współpracy z Wydawnictwem Sejmowym. Każdy numer zawiera przeciętnie 6–9 artykułów z jednego obszaru tematycznego, ważnego dla rozwoju społecznego i gospodarczego Polski oraz związanego z pracami legislacyjnymi w Sejmie. Autorami są naukowcy z różnych ośrodków akademickich, specjalizujący się w danej dziedzinie, oraz eksperci zatrudnieni w Kancelarii Sejmu. Profil czasopisma obejmuje m.in.: finanse publiczne, politykę gospodarczą, politykę społeczną, edukację, ochronę zdrowia, przedsiębiorczość i rozwój regionalny.
Kwartalnik znajduje się w wykazie czasopism naukowych prowadzonym przez Ministra Nauki i Szkolnictwa Wyższego z przyznaną liczbą 40 punktów.
Pełną treść każdego numeru można pobrać w formacie PDF ze stron Sejmu. Od nr 2/2021 czasopismo jest udostępniane na licencji Creative Commons-Uznanie Autorstwa 3.0 PL (CC-BY 3.0 PL). Od numeru 1/2024 jest wydawany wyłącznie w wersji elektronicznej.
W 2024 roku „Studia BAS” zostały sklasyfikowane w rankingu Google Scholar Metrics na 3. miejscu wśród najczęściej cytowanych polskojęzycznych czasopism naukowych.

## Kolegium redakcyjne
- Redaktor naczelny: Piotr Russel
- Sekretarz: Adrian Grycuk
- Członkowie: Dobromir Dziewulak, Paweł Felis, Mirosław Gwiazdowicz, Marta Karkowska, Monika Korolewska

## Rada programowa
- Przewodnicząca: Kamilla Marchewka-Bartkowiak (Uniwersytet Ekonomiczny w Poznaniu)
- Członkowie: Joel I. Deichmann (Bentley University), Grzegorz Gołębiowski (Akademia Ekonomiczno-Humanistyczna w Warszawie), Witold Orłowski (Politechnika Warszawska i Akademia Finansów i Biznesu Vistula), Anna Szelągowska (Szkoła Główna Handlowa w Warszawie), Zofia Szpringer (Kancelaria Sejmu), Piotr Wiśniewski (Szkoła Główna Handlowa w Warszawie)

## Indeksowanie w bazach danych
- BazEkon (pełne teksty, od 2011)[5]
- BazHum (od 2007)[6]
- CEEOL (pełne teksty, od 2010)[7]
- CEJSH (pełne teksty, od 2012)[8]
- DOAJ (od 2022)[9]
- EBSCO (bazy: Business Source Complete, Business Source Corporate Plus i Business Source Ultimate (pełne teksty, od 2010)[2]
- EMIS (pełne teksty, od 2009)[2]